# بخش دیر کریک (شهرستان پیکاوی، اوهایو)
بخش دیر کریک (به انگلیسی: Deer Creek Township) یک منطقهٔ مسکونی در ایالات متحده آمریکا است که در شهرستان پیکوای، اوهایو واقع شده‌است.
 بخش دیر کریک ۹۳٫۹ کیلومتر مربع مساحت و ۱٬۶۴۴ نفر جمعیت دارد و ۲۳۲ متر بالاتر از سطح دریا واقع شده‌است.